# Józef Glemp

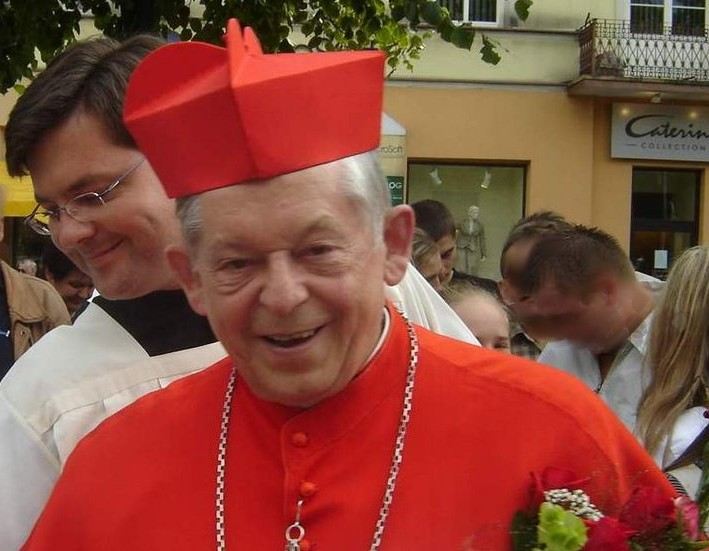
Józef Kardinal Glemp (2005)

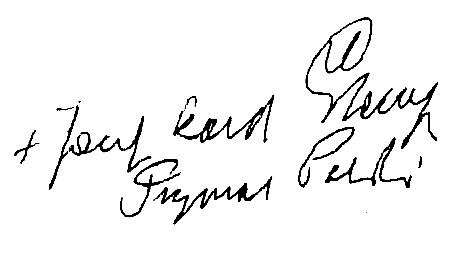
Signatur von Primas Józef Kardinal Glemp (ca. 1996)

Kardinalswappen

Józef Kardinal Glemp [ˈjuzɛf ɡlɛmp] (* 18. Dezember 1929 in Inowrocław; † 23. Januar 2013 in Warschau) war Erzbischof von Warschau und Primas von Polen.
Von 1981 bis 2009 stand er an der Spitze der katholischen Kirche in Polen. In seine Amtszeit fielen historische Ereignisse, wie das Kriegsrecht im Jahr 1981, der Absetzung des kommunistischen Regimes und der EU-Beitritt Polens.

## Leben
Józef Glemp entstammte einer deutschstämmigen Arbeiterfamilie aus dem Bistum Gniezno. Während der deutschen Besetzung Polens wurde er zur Zwangsarbeit auf einen Bauernhof nach Deutschland geschickt und konnte erst nach Ende des Zweiten Weltkriegs die Schule beenden. Von 1950 bis 1952 studierte er Philosophie am Erzbischöflichen Priesterseminar von Gniezno und von 1952 bis 1956 Katholische Theologie am Seminar in Posen.
Nach der Priesterweihe am 25. Mai 1956 im Dom Mariä Himmelfahrt und St. Adalbert in Gniezno durch Weihbischof Franciszek Jedwabski war er zwei Jahre lang Vikar, ehe er für ein Promotionsstudium an die Päpstliche Lateranuniversität in Rom entsandt wurde. Dort erwarb er im Jahre 1964 den Doktorgrad im Fachbereich Kirchenrecht. Außerdem absolvierte er 1963 eine Ausbildung in Latein und kirchlicher Verwaltungswissenschaft an der Päpstlichen Universität Gregoriana. Nach Absolvierung einer Praktikumszeit war er von 1961 bis 1964 Anwalt des Römischen Gerichtshofs.
Nach seiner Rückkehr nach Polen arbeitete er als Kaplan in zwei Nonnenklöstern und als Religionslehrer. Darüber hinaus wirkte er als Jurist am örtlichen Metropolitangericht und im Sekretariat von Stefan Kardinal Wyszyński, den er auf vielen Reisen begleitete. 1972 erhielt Glemp den Ehrentitel Päpstlicher Ehrenkaplan und 1976 wurde er in das Metropolitankapitel von Gnesen berufen. Von 1972 bis 1979 war er Professor für Kirchen- und Eherecht in Warschau tätig.
Am 4. März 1979 ernannte ihn Papst Johannes Paul II. zum Bischof von Ermland. Die Bischofsweihe spendete ihm am 21. April desselben Jahres der damalige Primas von Polen, Stefan Kardinal Wyszyński; Mitkonsekratoren waren Erzbischof Franciszek Macharski und Bischof Jan Obłąk.
Józef Glemp wurde 1981 dann in Personalunion Erzbischof von Gnesen und Warschau. Als Erzbischof von Gnesen führte Glemp den Titel „Primas von Polen“, als Nachfolger von Stefan Wyszyński. Nach einer Umstrukturierung der polnischen Bistümer im Jahre 1992 trennte der Papst die Personalunion für die Leitung der Erzbistümer Gnesen und Warschau. 1983 wurde Józef Glemp als Kardinalpriester mit der Titelkirche Santa Maria in Trastevere in das Kardinalskollegium aufgenommen. Im selben Jahr schrieb Józef Glemp einen Brief an den Vorsitzenden der Deutschen Bischofskonferenz, Joseph Kardinal Höffner, in dem er vorschlug, eine gemischte Kommission einzusetzen, die „praktische Vorschläge für die deutschsprachige Seelsorge erarbeiten sollte“. Er nahm am Konklave 2005 teil.
Glemp äußerte sich öffentlich mehrfach antisemitisch. 1989 beschuldigte er Juden, antipolnisch zu sein, die Medien zu kontrollieren, den Wodka sowie den Kommunismus eingeführt zu haben und den Nonnen des Karmeliterklosters bei Auschwitz gedroht zu haben. 2001 stellte er dann in einem Interview die Frage, „ob die Juden nicht zugeben sollten, dass sie gegenüber den Polen schuldig seien, besonders für ihre Zusammenarbeit mit den Bolschewisten“. Auch wenn Polen am stalinistischen Terror beteiligt gewesen seien, so Glemp, ändere dies nichts an der Tatsache, dass „die führende Rolle Geheimdienstfunktionäre jüdischer Herkunft“ gespielt hätten.
Am 6. Dezember 2006 nahm Papst Benedikt XVI. Glemps aus Altersgründen vorgebrachtes Rücktrittsgesuch an und ernannte gleichzeitig den bisherigen Bischof von Płock, Stanisław Wielgus, zu Glemps Nachfolger. Nach Wielgus’ kanonischem Amtsantritt am 5. Januar 2007 und Rücktritt am 7. Januar 2007 verwaltete Glemp das Erzbistum Warschau als Apostolischer Administrator bis zur Inthronisation von Erzbischof Kazimierz Nycz, die am 1. April 2007 stattfand.
Auch als emeritierter Erzbischof von Warschau durfte Glemp den Titel Primas Poloniae bis zur Vollendung seines 80. Lebensjahres weiterführen. Am 18. Dezember 2009 ging dieser Ehrentitel auf Henryk Muszyński über und wurde damit wieder auf das Erzbistum Gnesen rückübertragen.
Józef Glemp war von 1996 bis 2005 erster Großprior der polnischen Statthalterei des Ritterordens vom Heiligen Grab zu Jerusalem. Er war Ehren- und Devotions-Großkreuz-Bailli des Malteserordens. Er hatte die Ehrenbürgerschaft von vielen Städten inne, darunter Warschau, Inowrocław, Mogilno, Żnin, Darłowo, Miechów. Piastów, Łowicz, Lidzbark Warmiński und Skierniewice sowie Castel Sant’Elia und Codroipo in Italien, sowie eine Vielzahl von Auszeichnungen inne.
Glemp starb am 23. Januar 2013 im Alter von 83 Jahren in Warschau an den Folgen eines Bronchialkarzinoms und wurde am 28. Januar 2013 in der Krypta der Warschauer Johanneskathedrale beigesetzt. Sein Leichnam ruht in einem Sarkophag aus schwarzem Granit an der Stelle, an der der Sarkophag Erzbischofs Zygmunt Szczęsny Feliński vor dessen Seligsprechung im Jahr 2003 gestanden hatte.

## Mitgliedschaften
- 2002[11]–2009[12]: Oberster Gerichtshof der Apostolischen Signatur
- 19??–2009: Kongregation für die Ostkirchen